# Frensdorf
Frensdorf è un comune tedesco di 4 838 abitanti, situato nel land della Baviera.

## Galleria d'immagini

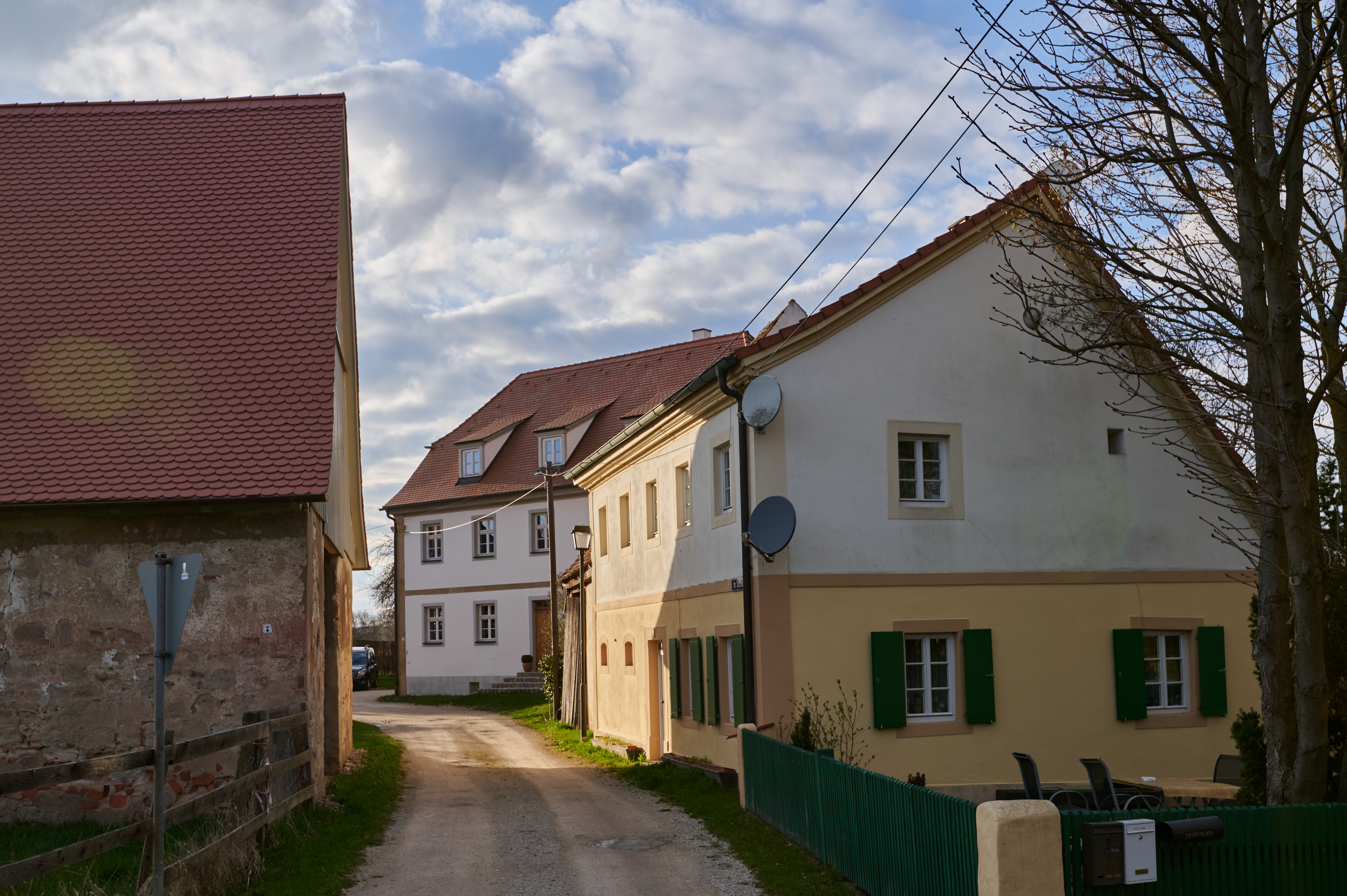
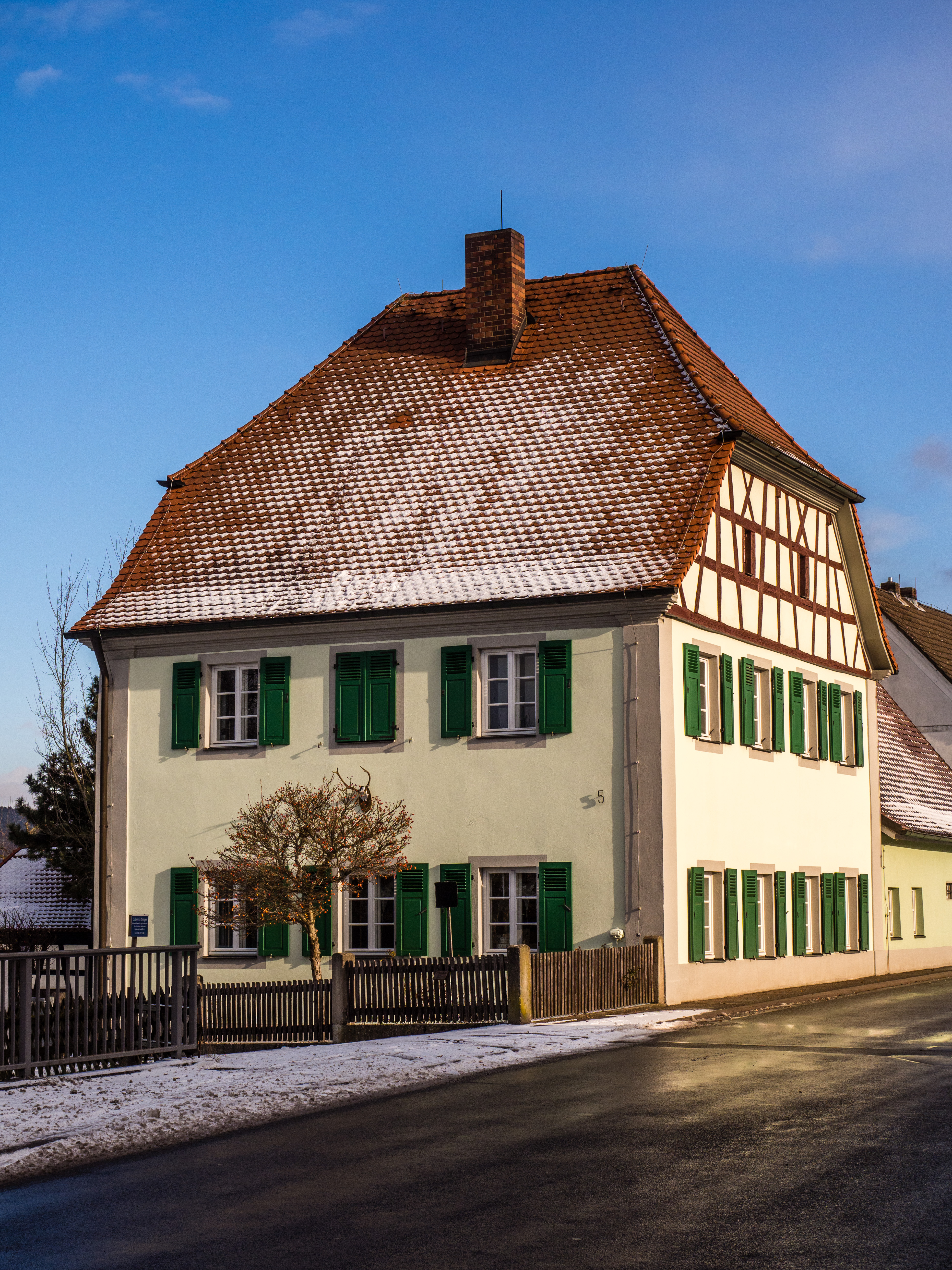
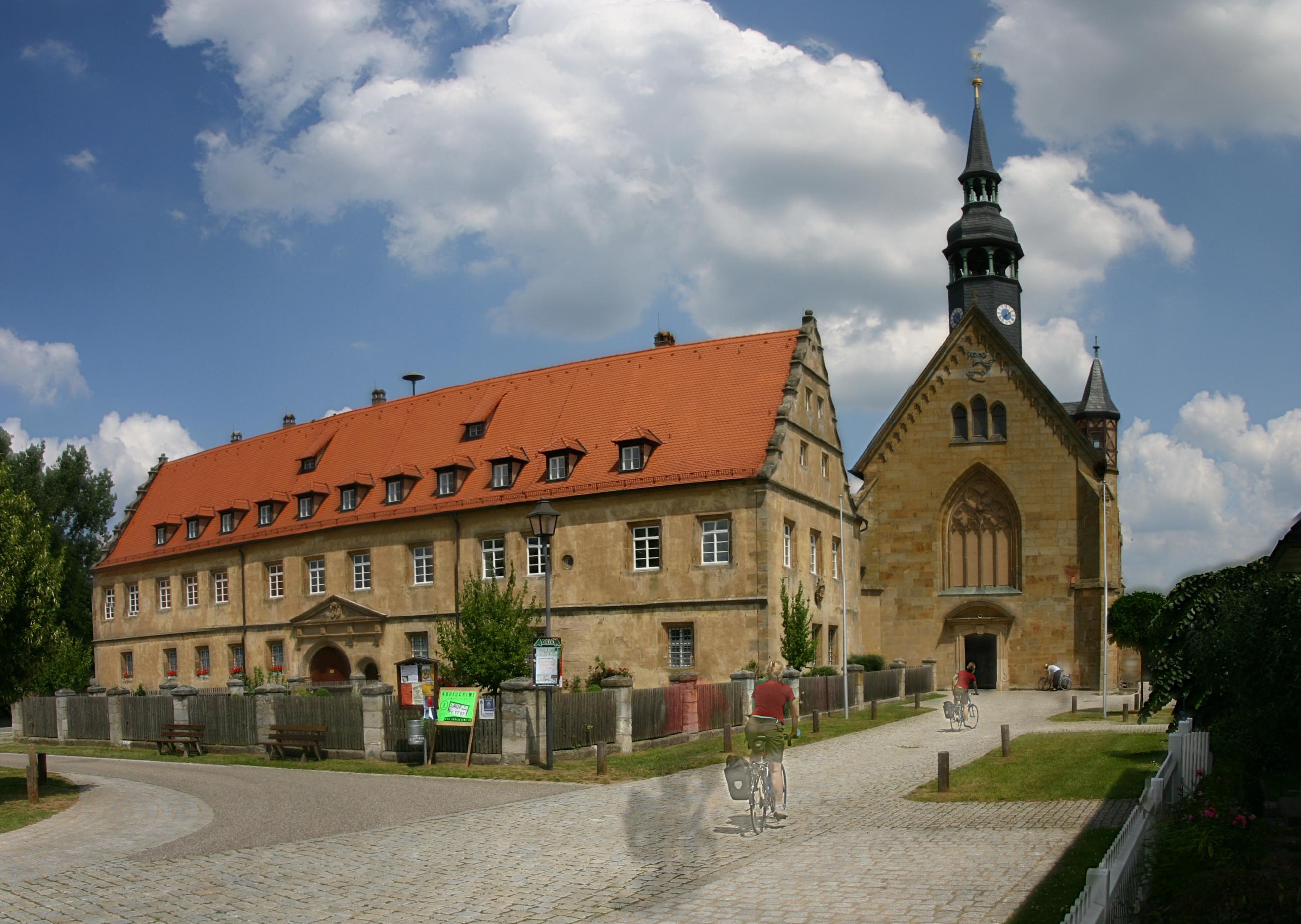
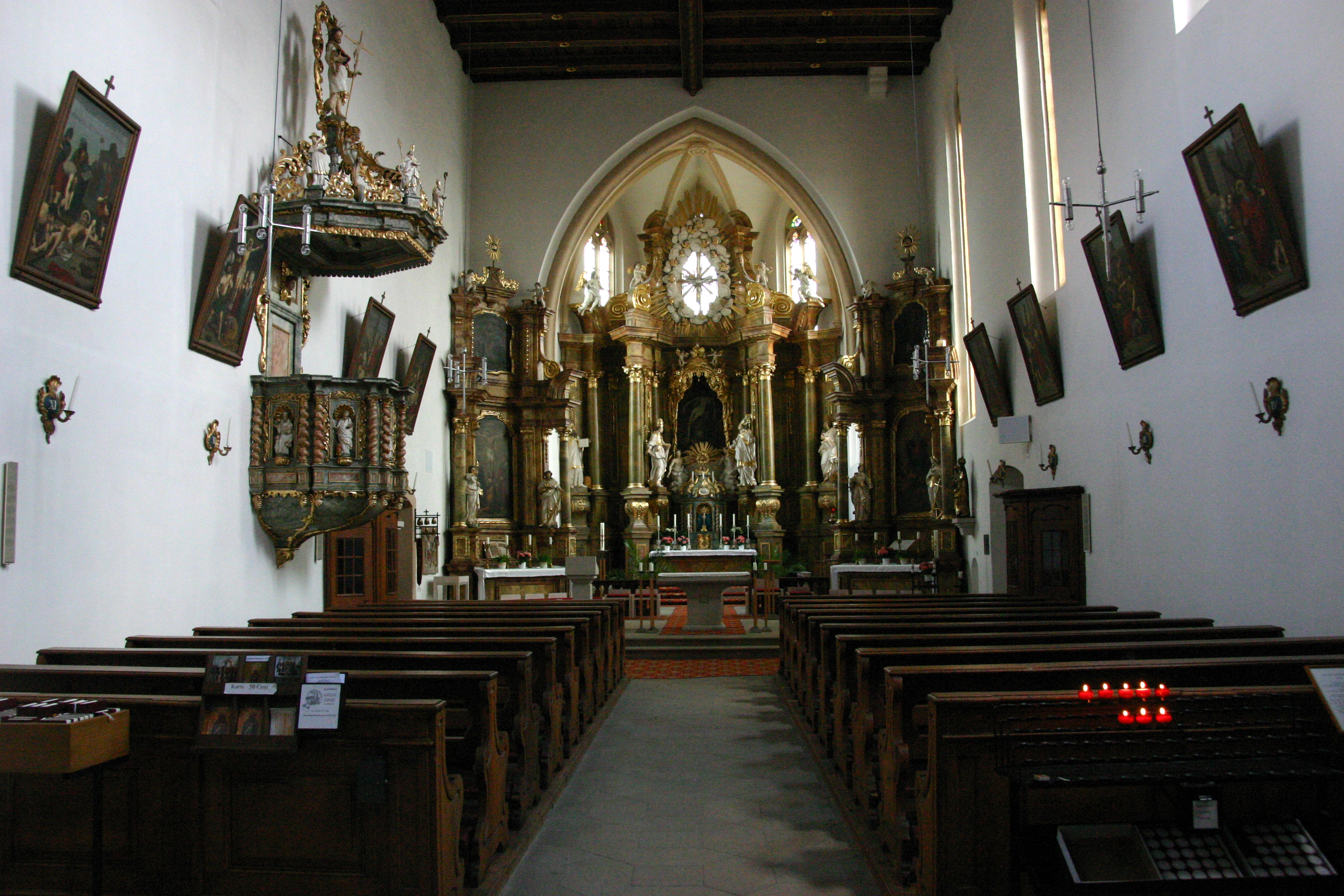
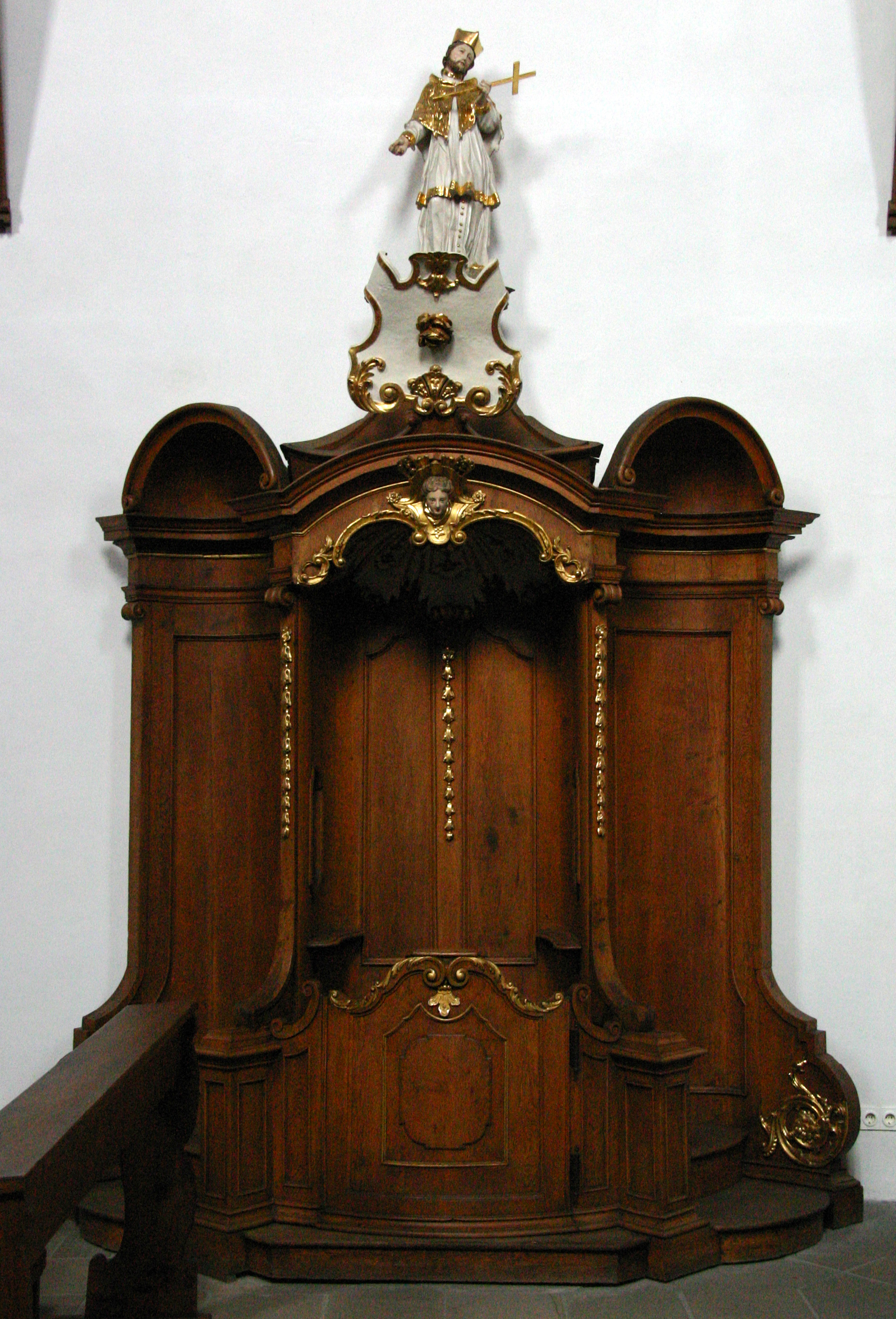
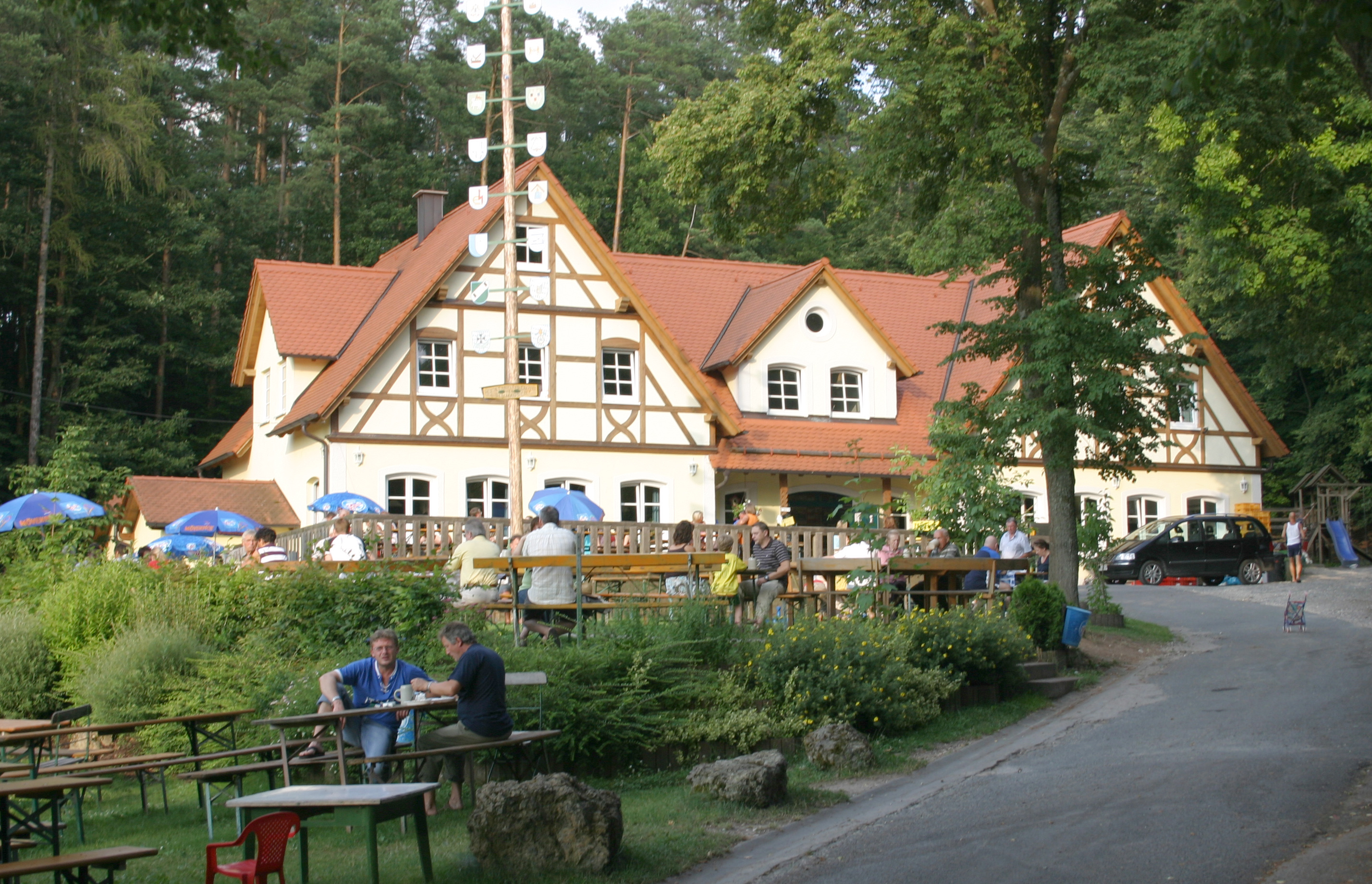
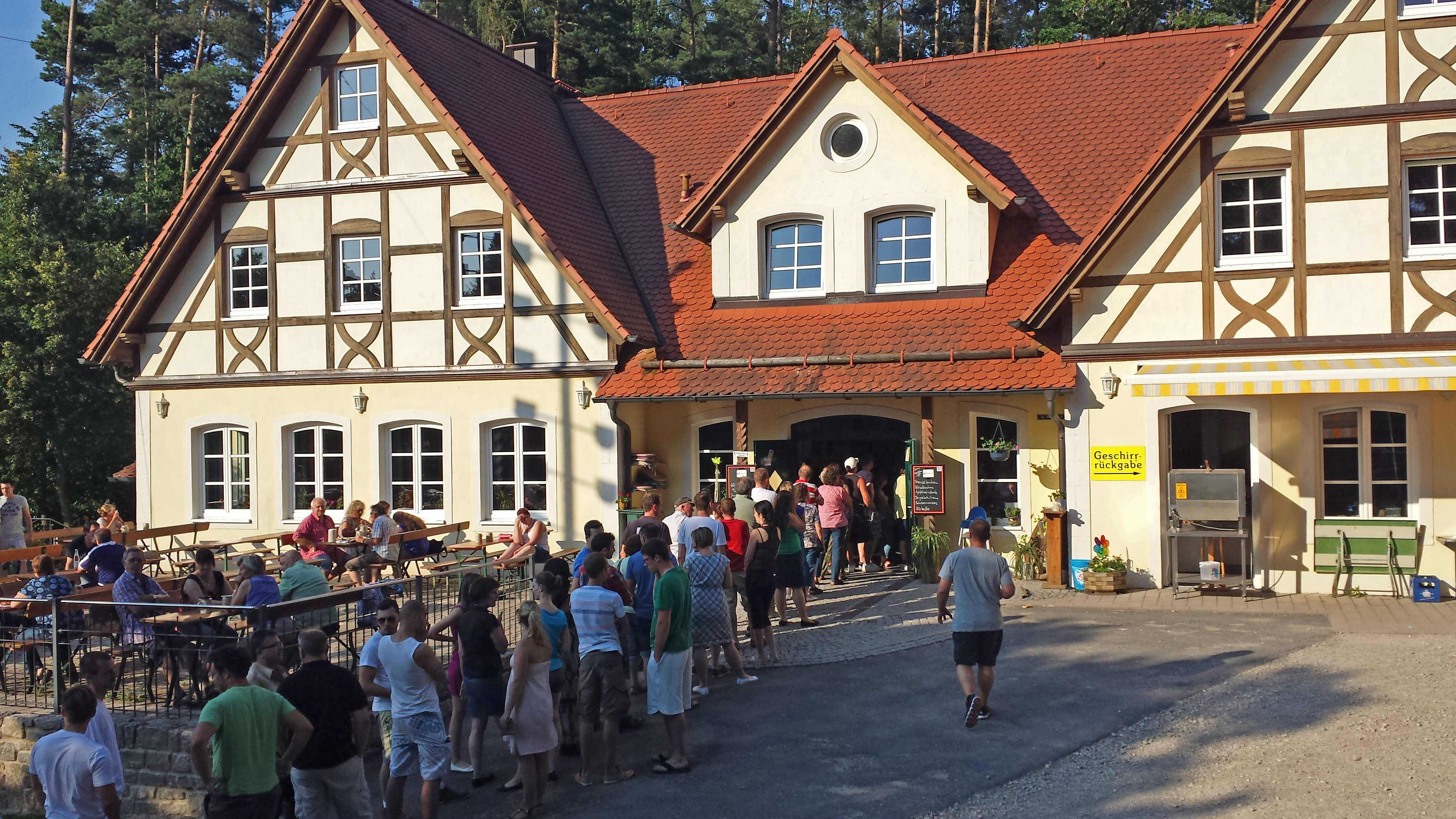
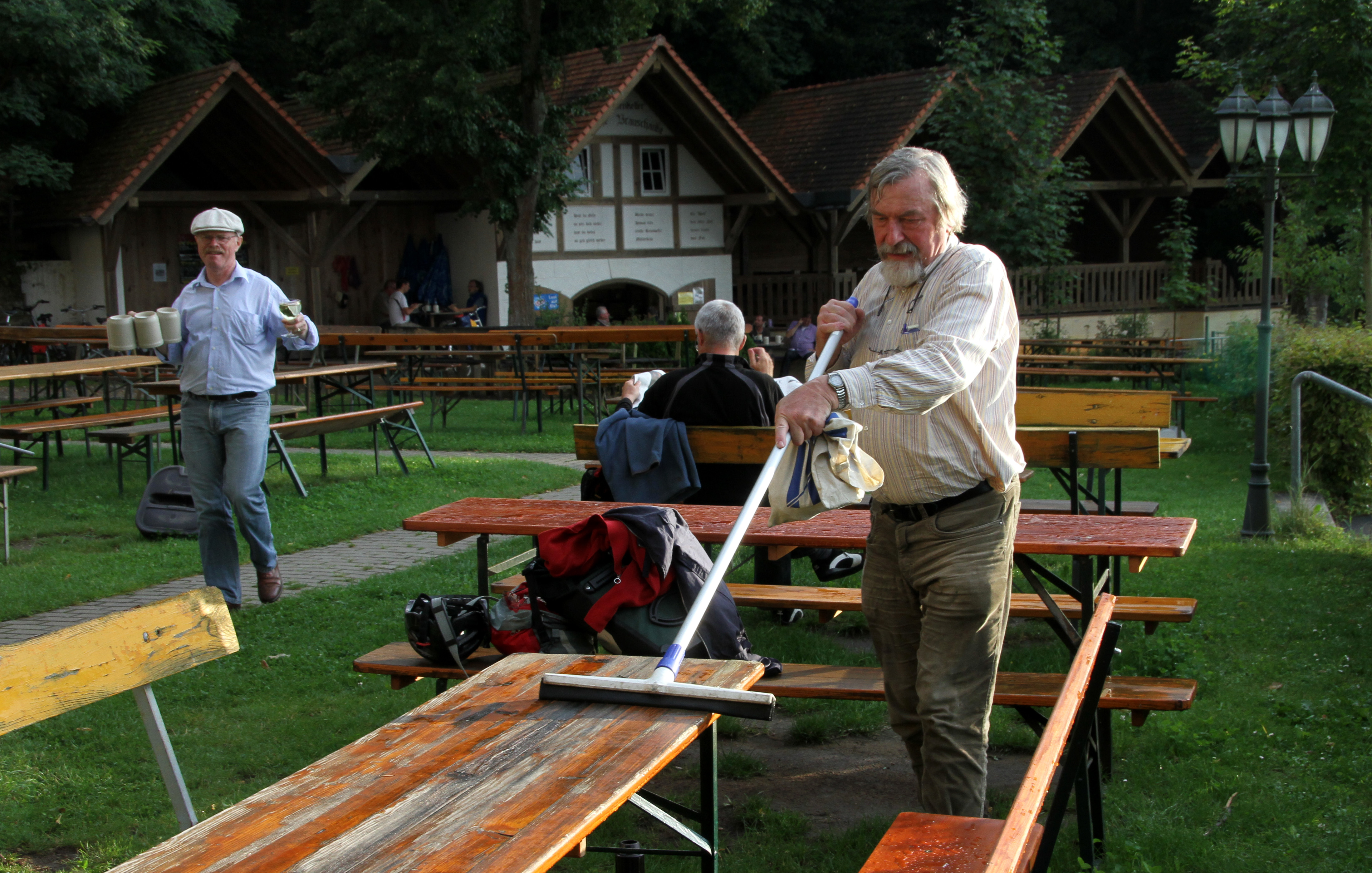